# 十里铺乡 (山阳县)
十里铺乡是中国陕西省商洛市山阳县下辖的一个乡。

## 行政区划
十里铺乡下辖以下行政区：
老沟村、鹃岭铺村、郭家村、陈坪村、寺沟口村、高一村、王坪村、高二村、刘家村、十里铺村、红土岭村、磨沟里村、磨沟口村、寇家沟村